# 大旗网
大旗网，是中国大陆最早的论坛聚合门户网站，于2004年11月成立，原名ChinaBBS.com，2006年3月改为“大旗网”，先后得到了IDG技术创业投资基金和美国中经合集团的投资。大旗网提供中文论坛热门帖子、图片、视频聚合，Web 2.0消费指南，拥有汽车、化妆品、手机、笔记本、数码等多个口碑榜，是国内最早从事网络“口碑营销”的网站。
2007年12月29日，一名叫姜岩的女白领跳楼自杀，在自杀前写的博客称其丈夫王菲有婚外情，并令她痛不欲生，引发网民对王菲进行“人肉搜索”，大旗网将王菲的身份信息全部在网上非法披露。2008年3月18日，王菲起诉张乐奕、大旗网、天涯网。朝阳法院判决大旗网向案王菲赔付钱款，删除大旗网中《从24楼跳下自杀的MM最后的BLOG日记》专题网页，同时大旗网在首页对王菲刊登道歉函。
2010年1月7日，互联网违法和不良信息举报中心经公众举报并核查，对4家网站予以曝光，其中包括大旗网，称大旗网的大旗贴图频道的“我型我秀”栏目存在部分低俗图片。
2010年7月21日，大旗网取消版主推荐，大旗网取消与社区版主的合作，并失去广告站长的支持。
2014年8月，大旗网发布名为《惊爆：祖德称李连杰走上不归路》的文章，据称是宋祖德在其博客中发表的博文，但是宋祖德否认。2015年5月6日，李连杰诉宋祖德、大旗网商名誉侵权一案在北京朝阳法院审理。2015年7月，朝阳法院下发一审判决，判定大旗网侵犯李连杰名誉权，判定大旗网在网站首页向李连杰道歉七日并赔偿李连杰10万余元。
2015年7月28日，大旗网发布公告，称因业务需要，即日起终止提供内容服务。

## 获得奖项和荣誉
- 美国“口碑营销协会”（the Word of Mouth Marketing Association）资格认证（成为中国地区唯一会员）
- 道琼斯将大旗网评为全球新一轮互联网热潮（Web2.0）中最成功的10家创业型企业之一（唯一入选TOP10的中文网站）
- 由北京奥组委新闻宣传部、北京市互联网宣传管理办公室、北京市人民政府新闻办公室颁发的奥运“先进网络报道奖”。
- 第二届中国创业投资价值榜“最佳新锐企业”称号。
- 中国网络媒体足球精英赛的“最具拼搏奖”。